# Anolis pygmaeus
Anolis pygmaeus es una especie de iguanios de la familia Dactyloidae.

## Distribución geográfica
Es endémica del oeste de Chiapas y la zona adyacente de Oaxaca (México).